# Улица Нижние Мнёвники
Улица Ни́жние Мнёвники — улица на западе Москвы в районе Хорошёво-Мнёвники Северо-Западного административного округа. Находится между Крылатским мостом и Карамышевской набережной, пересекает искусственный остров Мнёвниковская пойма, образованный Москвой-рекой и Карамышевским спрямлением, соединяет улицу Народного Ополчения и Крылатскую улицу. Входит в состав Северо-Западной хорды.

## Название
Первоначально носила название Центральная улица деревни Мнёвники. После постройки в 1937 году Карамышевского гидроузла большая часть этой деревни оказалась на острове и получила название посёлок Нижние Мнёвники. В 1965 году Центральная улица, переставшая соответствовать своему названию, была переименована в улицу Нижние Мнёвники.

## Расположение
Улица Нижние Мнёвники начинается от Крылатского моста, продолжая Крылатскую улицу, проходит на северо-восток вдоль берега Москвы-реки напротив Гребного канала около деревни Терехово, направо отходит проезд Главмосстроя (ведёт к практически полностью снесённому в 2010 году посёлку Главмосстроя). Заканчивается улица на Карамышевском мосту и Карамышевской набережной, переходя за ними в улицу Народного Ополчения.

## Учреждения и организации
По нечётной стороне:
- № 19 — Линейное управление внутренних дел на водном транспорте;
- № 37A — автобаза «Мостелефонстрой»

По чётной стороне:
- влад. № 110 — ассоциация байкеров «Ночные Волки»; ночной клуб «Секстон».

## Транспорт

### Наземный транспорт
| Номер          | Конечная 1        | Конечная 2            |
| -------------- | ----------------- | --------------------- |
| т19            | Крылатское        | Сокол                 |
| 271            | Крылатское        | Терехово              |
| 300 (экспресс) | Беловежская улица | Петровско-Разумовская |
| 391            | Молодёжная        | Полежаевская          |

### Метро
1 апреля 2021 на улице Нижние Мнёвники открылась станция «Мнёвники» Большой Кольцевой линии Московского метрополитена. Станция стала первой на улице и второй на территории района Хорошёво-Мнёвники. 7 декабря, неподалёку от южного конца улицы была запущена станция «Терехово» на месте бывшей одноимённой деревни.

## Реконструкция
Улица входит в состав Северо-Западной хорды, трассы, которая соединяет территории 16 районов города Москвы, находящихся в четырёх административных округах (ЗАО, СЗАО, САО и СВАО). В связи с планами застройки Мнёвниковской поймы деревня Терехово снесена, а улица Нижние Мнёвники расширена до 6 полос. Пресс-секретарь спикера Госдумы Евгения Чугунова заявила, что Парламентский центр, куда переедут Госдума и Совет Федерации, будет построен в Нижних Мнёвниках.